# Tux Paint
Tux Paint är ett gratis ritprogram för barn. Det har öppen källkod och bygger på rastergrafik. Projektet startades 2002 av Bill Kendrick som fortsätter att upprätthålla och förbättra det med hjälp av många frivilliga. Det är licensierat under GNU General Public License. Programmet stödjer plattformarna GNU/Linux, Microsoft Windows, Mac OS, BeOS, Android, och andra plattformar.